# Ted Lapidus
Ted Lapidus (* 23. Juni 1929 als Edmond Lapidus in Paris; † 29. Dezember 2008 in Mougins) war ein international bekannter französischer Modeschöpfer, der besonders in den 1960er Jahren große Erfolge feierte und als „Altmeister der französischen Mode“ galt.
Das von Lapidus 1951 gegründete Modeunternehmen existiert mit der Ted Lapidus SAS bis heute. Seit 1983 ist die Parfümsparte des Hauses und seit 1995 auch die Modesparte von Ted Lapidus im Besitz eines französischen Parfümherstellers. Das Unternehmen bot bis zum Jahr 2000 hochpreisige Haute Couture Mode an und verkauft weiterhin, wenngleich größtenteils im Lizenzgeschäft, Prêt-à-porter-Mode für Damen und Herren, Accessoires und Parfüm im mittleren bis gehobenen Preissegment.

## Gründer und Unternehmensgeschichte

### Anfänge und Erfolge in Paris
Ted Lapidus war der Sohn eines nach Frankreich emigrierten russischen Schneiders. Nach einer technischen Lehre in Tokio und einer Ausbildung bei Christian Dior in Paris gründete Lapidus 1951 sein eigenes Unternehmen in der französischen Hauptstadt und eröffnete dort 1958 unter seinem Namen seine erste Boutique in der Rue Marbeuf. 1963 wurde er als „Grand Couturier“ von dem Pariser Modeverband Chambre Syndicale de la Couture Parisienne anerkannt. Der Andrang zu seiner ersten Haute-Couture-Modenschau war so groß, dass die versammelten Journalisten und Einkäufer aus Platzmangel bis auf die Straße standen. Noch 1963 war er, zur Empörung seiner Couture-Kollegen, eine Kooperation mit dem Textilhersteller Belle Jardinier eingegangen, um seine Haute Couture Entwürfe zu niedrigeren Preisen auch für den Massenmarkt produzieren zu lassen.
Mit von Uniformen und maritimem Stil beeinflussten Entwürfen, mit Safari-Jacken und Nehru-Krägen machte er sich in den Zeiten der 68er-Bewegung einen Namen als moderner Modeschöpfer, der sich vor allem an junge Kunden wandte. Lapidus führte unter anderem den Military-Look mit Schulterklappen und Goldknöpfen, den Sahara-Look und die Jeans in die Haute Couture ein. Er gilt als Pionier der Unisex-Mode und war der Erste, der das 60er-Jahre-Star-Model Twiggy statt im Minirock in Anzug und Krawatte präsentierte. Er gestaltete zudem Uniformen für die israelische Armee und war der Designer des weißen Anzugs, den John Lennon auf dem Cover von Abbey Road trägt. Mode von Lapidus wurde unter anderem von Filmschauspielern wie Brigitte Bardot, Jane Fonda, Geraldine Chaplin, Madeleine Robinson, Jean-Paul Belmondo und Alain Delon sowie Pop-Musikern wie Françoise Hardy, Marie Laforêt, Johnny Hallyday, Charles Aznavour und den Beatles getragen.

### Internationale Expansion, Verkauf und Nachfolge
Bereits Mitte der 1960er Jahre wurde Lapidus-Konfektionsmode für Damen in den USA, bspw. bei Macy’s verkauft. 1967 kam – in Zeiten als von den Pariser Couturiers noch niemand außer Pierre Cardin Konfektionsmode für Männer anbot – eine Herrenkollektion zum Lapidus-Portfolio hinzu. 1969 ging er einen Vertrag mit dem israelischen Staat, der sich im Gegenzug zu 50 % am Unternehmen Ted Lapidus beteiligte, über die Führung der gesamten israelischen Modeindustrie ein und konnte seine Entwürfe dort massenweise absetzen. Ab 1970 vermarktete Lapidus, anfangs in Zusammenarbeit mit L’Oréal, auch Damen- und Herren-Parfüms unter seinem Namen. Das erste Damen-Parfüm hieß Vu für Damen (1975); der erste Herrenduft hieß Ted Lapidus pour homme (1975). Seither sind zahlreiche weitere Düfte des Hauses auf den Markt gebracht worden, zuletzt vier Damen- und vier Herrendüfte im Jahr 2020 unter der Rubrik Stories by Ted Lapidus. 1974 öffnete in New York City die erste Ted Lapidus Boutique in den USA; ein Geschäft in London folgte 1975. Mitte der 1970er Jahre gab es weltweit um die 35 Lapidus-Boutiquen.
In den späten 1970er Jahren, als die Nachfrage nach Mode von Ted Lapidus zurückging, begann das Unternehmen eine extensive Lizenzpolitik für die unterschiedlichsten Produkte, unter anderem Brillen, Armbanduhren, Schreibgeräte und Schmuck, und baute für die weltweiten Lapidus-Ladengeschäfte ein Franchising-Netzwerk auf. Die Parfümsparte des Hauses (Parfums Ted Lapidus SAS) wurde 1983 von dem Parfümhersteller Jacques Bogart SA und dessen Eigentümer-Familie Knockier aufgekauft. 1986 ging das Modehaus Ted Lapidus an eine kanadische Investorengruppe und 1988 an das Unternehmen Paris Eco um den Unternehmer Richard Hubbard. 1990 kaufte die Compagnie Financière Alain Mallart die Modesparte von Ted Lapidus und verkaufte sie 1993 an Altus Finances. Die Bogart SA der Knockiers übernahm die Modesparte (Ted Lapidus SAS) schließlich 1995 von Altus. Seither ist das gesamte Unternehmen Ted Lapidus im Besitz der Jacques Bogart SA.
Lapidus’ Sohn Olivier (* 1958), Absolvent der Modeschule des Pariser Modeverbands und seit 1983 ebenfalls Modedesigner, veröffentlichte aufgrund eines jahrelangen Rechtsstreits mit seinem Vater um die Rechte am Namen Lapidus (Zitat von Ted Lapidus, an seinen Sohn gerichtet: „Dein Name ist kein Name, sondern eine Marke“) seine Entwürfe zunächst unter dem Label Olivier L bzw. unter dem Pseudonym Olivier Montagut in Japan. Nach der Versöhnung mit dem Vater übernahm Olivier Lapidus 1989 den Posten des Chefdesigners bei Ted Lapidus und kreierte in der Folge Haute-Couture?Kollektionen unter dem Namen Lapidus par Olivier Lapidus, in die er oftmals futuristisch anmutende Elemente des High Tech einfließen ließ. Ab Mitte der 1990er Jahre nannten sich die Prêt-à-porter-Kollektionen des Hauses Olivier Lapidus pour Ted Lapidus. Olivier Lapidus schied im Jahr 2000 als Modeschöpfer bei der Ted Lapidus SAS aus und gestaltete als freier Designer Uniformen für Air China. Im Jahr 2010 lancierte er unabhängig von der Bogart SA die Modelinie Lapidus Vintage, in der er seither klassische Haute-Couture-Modelle seines Vaters zeitgemäß als Konfektionsmode für Damen interpretiert.

### Die Marke Ted Lapidus heute
Im Jahr 2000 stellte das Unternehmen seine Haute-Couture-Sparte ein und betätigte sich fortan nur noch im Konfektionsbereich. Bereits Mitte der 1990er Jahre hatte die handgefertigte Exklusivmode dem Haus Verluste in Höhe von 15 Millionen Francs (damals ca. 2,5 Millionen Euro) beschert. Das Unternehmen betrieb Ende der 2000er Jahre unter anderem in Istanbul, Ankara, Bukarest, Almaty, Karas, Tiflis und Dubai in Lizenz geführte Boutiquen. 2006 wurde die Lizenz für den Bereich Türkei, Osteuropa und Russland an die Istanbuler Firma Ant Tekstil vergeben. In der Riege der gehobenen französischen Mode spielt die Marke Ted Lapidus der Jacques Bogart SA, die seit spätestens Mitte der 2000er Jahre hauptsächlich aus dem Lizenzgeschäft besteht, keine bedeutende Rolle und ist auch bei den offiziellen Pariser Modewochen nicht vertreten.

## Privatleben
Ted Lapidus war zweimal verheiratet und hatte drei Söhne und eine Tochter. Mitte der 1990er Jahre zog er sich an die Côte d’Azur zurück und schrieb unter anderem Gedichte. Nach mehrjähriger Leukämie-Erkrankung verstarb er am 29. Dezember 2008 im Alter von 79 Jahren in einer Privatklinik in Mougins bei Cannes an Leukämie. Die Beerdigungszeremonie wurde von Gilles Bernheim, Oberrabbiner von Frankreich durchgeführt. Seine letzte Ruhestätte ist der bekannte Pariser Friedhof Père-Lachaise, in dem auch Berühmtheiten wie Oscar Wilde, Jim Morrison und Edith Piaf ruhen.
Der ehemalige französische Staatspräsident Nicolas Sarkozy, dessen Ehefrau Carla Bruni als Model für Lapidus gearbeitet hatte, bezeichnete Ted Lapidus als „Poeten der französischen Couture“, der „die französische Eleganz demokratisiert“ habe. Ted Lapidus’ Schwester, Rose Mett, gründete 1968 das Pariser Modeunternehmen Torrente, das von 1971 bis 2004 auch Haute-Couture-Mode anbot, und verkaufte es 2003.